# WD 1145+017
WD 1145+017 (nota anche come EPIC 201563164) è una nana bianca posta a circa 570 anni luce (170 parsec) dalla Terra nella costellazione della Vergine. È la prima nana bianca ad essere osservata con un oggetto di massa planetaria in transito che le orbita attorno.

## Caratteristiche
La nana bianca ha una massa di 0,6 M⊙, un raggio di 0,02 R⊙ (1,4 r⊕) e una temperatura di 15900 K, tipica delle nane bianche, e si trova in questo stadio da 224 milioni di anni. La stella presenta forti linee di assorbimento dovute a magnesio, alluminio, silicio, calcio, ferro e nichel. Questi elementi, che si trovano comunemente nei pianeti rocciosi, stanno contaminando la superficie della stella e normalmente ci si aspetta che si disperdano all'interno della stessa e scompaiano dalla vista dopo un milione di anni. 
La stella è inoltre circondata da una nube di polvere circumstellare, un disco di detriti (probabilmente a causa della disgregazione degli asteroidi, situati tra 97 e 103 raggi stellari, e che emettono radiazioni infrarosse), e infine un disco di gas circumstellare (situato da ~25 a 40 raggi stellari e sottoposto a precessione relativistica con un periodo di ~5 anni). 
Sulla base di studi recenti e della sua massa, la nana bianca era in origine probabilmente una stella di sequenza principale di tipo A con una massa di 2,48 M⊙, ed è rimasta in sequenza principale circa 550 milioni di anni; successivamente, esaurito l'idrogeno nel suo nucleo divenne una gigante rossa, prima di terminare la sua esistenza di stella normale diventando una nana bianca. Si sta raffreddando da circa 224 milioni di anni, per cui l'età totale stimata della stella è di circa 775 milioni di anni. 
La magnitudine apparente, o quanto appare luminosa dalla prospettiva della Terra, è di circa 17. Pertanto, è troppo fioca per essere vista ad occhio nudo.

## Sistema planetario
Il presunto planetesimo, WD 1145+017b, con un'orbita di 4,5 ore, viene squarciato dalla stella ed è un residuo del precedente sistema planetario che la stella ospitava prima di diventare una nana bianca. È la prima osservazione di un oggetto planetario che viene distrutto da una nana bianca. Sono stati rilevati nell'orbita anche molti altri frammenti di grandi dimensioni, di cui i più grandi hanno orbite da 4,5 a 4,9 ore. Il materiale roccioso sta precipitando sulla stella e si presenta nel suo spettro. Il sistema è stato rilevato dal telescopio spaziale Kepler nella sua missione K2 estesa. Sebbene questo sistema non fosse un obiettivo prefissato, si trovava nel campo di vista delle sessioni di osservazione e l'analisi dei dati ne ha rivelato la presenza. 
Un eccesso di radiazione infrarossa indica che esiste un disco di polvere con una temperatura di 1 150 K (880 °C). 
Sono stati inoltre riscontrati dati di osservazione a supporto, insieme ai dati dell'Osservatorio dei raggi X di Chandra, relativi ai detriti di polvere in orbita attorno a WD 1145+017.